# Kézi targonca

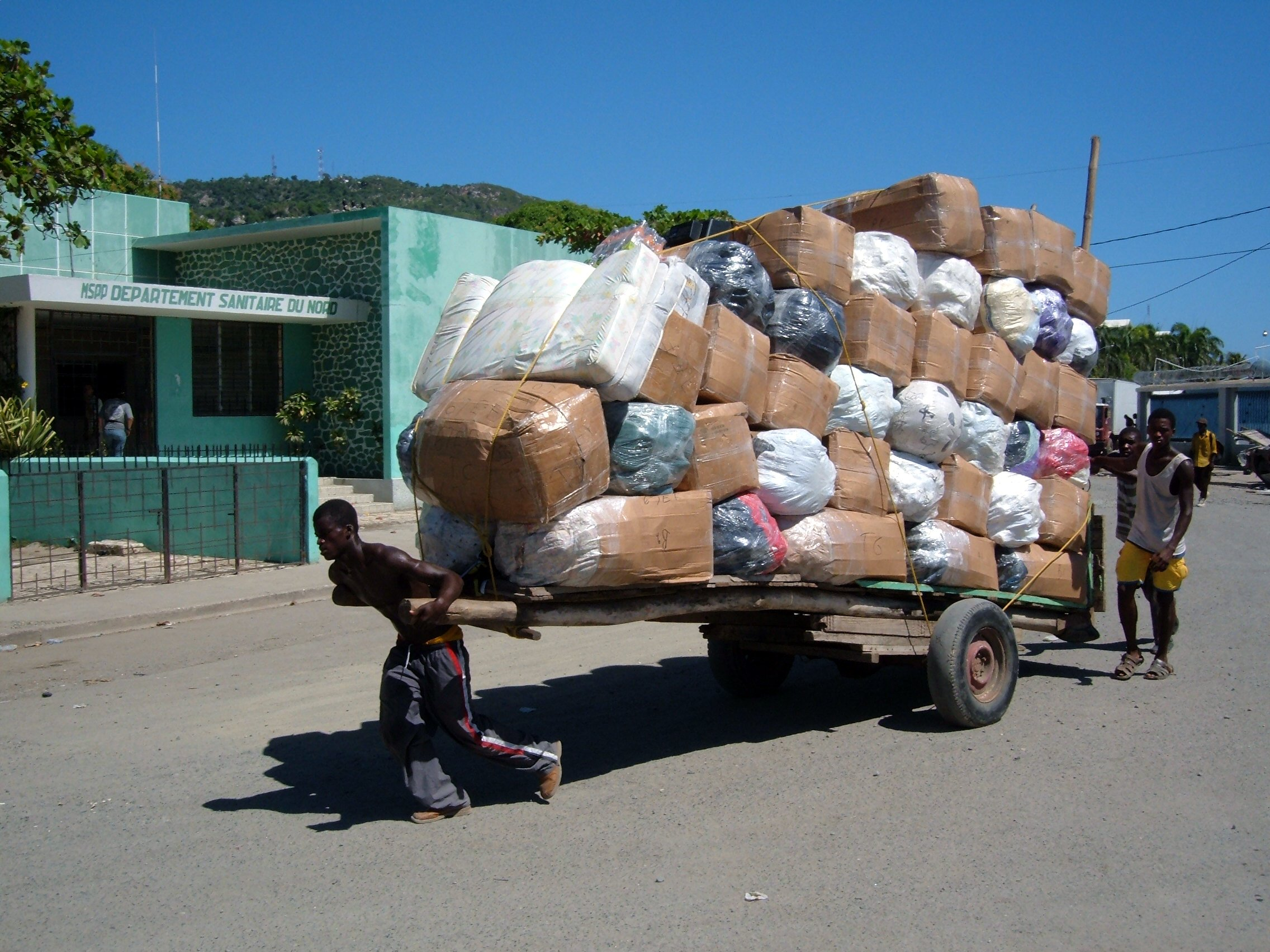
Haiti kézi taliga

A kézi targonca a taligának kisebb, ember által húzott formája.
Emberi erővel vont kétkerekű és kétrúdú targoncákat, taligákat a városokban, piacokon és pályaudvarok környékén is használnak. A hordárok az 1960-as évekig kétkerekű talicskával végezték munkájukat. Falusi szegények sok vidéken intézték szállításaikat kisebb-nagyobb taligákon. Felsőtárkányon (Heves vármegye) és környékén, valamint palóc vidéken szekerkó a kis taliga neve.  
A 21. században is használják olcsósága és egyszerűsége miatt, főként Ázsiában és Afrikában.